# Российско-фиджийские отношения
Российско-фиджийские отношения — двусторонние дипломатические отношения между Россией и Фиджи. 
Советский Союз установил дипломатические отношения с Фиджи 30 января 1974 года, несмотря на то что он имел плохие отношения с Британией. Послом России на Фиджи является Владимир Морозов, который также является послом в Австралии, Вануату и Науру. Посольство находится в Канберре, Австралия. В Российской Федерации по совместительству аккредитован Посол Фиджи в Японии.

## Дополнительная история
1 — 2 февраля 2012 года на Фиджи с рабочим визитом побывал Сергей Лавров, который встретился с Премьер-министром Фиджи Фрэнком Баинимарамой и провел переговоры с Министром иностранных дел Фиджи.
27 июня — 1 июля 2013 г. состоялся первый в истории российско-фиджийских отношений визит на высшем уровне: Россию посетил Премьер-министр Фиджи Фрэнк Баинимарама. В ходе его переговоров с Председателем Правительства Российской Федерации Дмитрием Медведевым и встречи c Министром иностранных дел Сергеем Лавровым, были предметно рассмотрены состояние и перспективы расширения российско-фиджийских связей с упором на торгово-экономическую и гуманитарную сферы, а также на дальнейшее взаимодействие в международных делах. Подписаны пять документов: межправительственные соглашения о взаимной отмене визовых требований и о военно-техническом сотрудничестве.
В ноябре 2014 г. дипломатические сотрудники Республики Фиджи прошли стажировку в Дипломатической академии МИД России.
В 2016 году состоялся визит в Россию спикера Парламента Фиджи Дж. Лужении, в рамках которого подписаны межведомственные меморандумы о развитии межпарламентского сотрудничества и о сотрудничестве в области выборов, а также протокол о намерении по линии МЧС. 